# Isserpent

Isserpent este o comună în departamentul Allier din centrul Franței. În 1 ianuarie 2022 avea o populație de 560 de locuitori.